# 피사 SC
피사 SC(이탈리아어: Pisa Sporting Club)는 1909년에 창단된 이탈리아의 축구 클럽으로 토스카나주 피사를 연고지로 하며 현재 세리에 B에서 활동 중이다.
1968-69 시즌에서 처음으로 세리에 A로 승격되었지만 한 시즌만에 강등되었고 1970년대에는 대부분 세리에 C에서 지냈다. 미트로파컵에서 2번(1986년 1988년) 우승했고 1980년대부터 4번(1982-83 1985-86 1987-88 1990-91 시즌)이나 세리에 A로 승격되었지만 모두 1•2시즌 만에 강등되었고 1990-91 시즌이 끝나면서 세리에 B로 강등된다. 2년 후에는 세리에 C로 강등되었고 구단이 재정 파탄에 빠지면서 파산된다.
1994년 구단이 재건되면서 세리에 D에서 다시 출발했고 1996년 세리에 C2로 승격했다. 그 후 1996년부터 2007년까지 11년 동안 세리에 C에서 지냈고 2007-08 시즌에서 세리에 B로 승격되었다. 2009년 세리에 B 시즌이 끝난 직후 구단이 재정난을 겪고 있다는 사실이 밝혀져 프로 리그 등록이 무효로 처리되었고 팀은 세리에 D로 강등된다.

## 선수 명단

### 현역
참고: FIFA 자격 규정에 따라 소속된 국가대표팀 국기를 표시합니다. 선수는 복수의 FIFA 비회원국 국적을 가지고 있을 수 있습니다.
| 번호 | 포지션 | 국적 | 이름              |
| ---- | ------ | ---- | ----------------- |
| 1    | GK     |      | 니콜라스          |
| 6    | MF     |      | 마리우스 마린     |
| 14   | FW     |      | 헨릭 마이스터     |
| 21   | MF     |      | 마르쿠스 솔바켄   |
| 28   | MF     |      | 올리버 아빌드고르 |

| 번호 | 포지션 | 국적 | 이름            |
| ---- | ------ | ---- | --------------- |
| 80   | FW     |      | 올림피우 모루찬 |

## 역대 감독
| 감독                  | 임기        |
| --------------------- | ----------- |
| 루이스 몬티           | 1949 ~ 1950 |
| 미르체아 루체스쿠     | 1990 ~ 1991 |
| 에우제니오 베르셀리니 | 1994        |
| 알베르토 아퀼라니     | 2023 ~ 2024 |
| 필리포 인차기         | 2024 ~      |